# Citronelle, Alabama
Citronelle là một thành phố thuộc quận Mobile, tiểu bang Alabama, Hoa Kỳ. Dân số năm 2009 là 3751 người, mật độ đạt 56 người/km².